# Obcy VI
Obcy VI – polski krótkometrażowy film fabularny z 2006 roku w reżyserii Borysa Lankosza. Zrealizowano go w ramach projektu 30 minut, umożliwiającego nakręcenie swojego pierwszego filmu przy profesjonalnym wsparciu. Zdjęcia kręcono w Milejczycach na Podlasiu.

## Fabuła
Do miasteczka przybywa młody człowiek, któremu spod czarnego kapelusza wystają zakręcone pejsy. Gość mimowolnie przypomina mieszkańcom świat, który nie istnieje od dawna. Ludzie zwierzają mu się w konfidencji, jakby chcieli oczyścić mózgi ze wspomnień lub zasłyszanych opowieści.

## Obsada
- Wojciech Klata - Menuchin
- Joachim Lamża - Bolo
- Karolina Dryzner - farmaceutka
- Piotr Dąbrowski - Felisiak
- Paweł Tchórzelski - Henoch
- Maria Garbowska - pani Krystyna
- Grażyna Juchniewicz - Wrońska
- Zofia Perczyńska - Józefowa, gospodyni księdza
- Jacek Opolski - listonosz
- Tadeusz Grochowski - proboszcz
- Andrzej Korkuz - wikary
- Maciej Fiema - Tomek
- Zinaida Tynkiewicz - staruszka
- Michał Ziniewicz - staruszek w synagodze
- Piotr Pachwicewicz - Pietrucha
- Raisa Tofiluk - kobieta w aptece
- Maria Górska - kobieta pod kościołem
- Włodzimierz Markiewicz - mężczyzna pod "Dukatem"
- Jan Wasyluk - mężczyzna pod "Dukatem"
- Sławomir Galimski - mężczyzna pod "Dukatem"
- Sławomir Pawluk - mężczyzna pod "Dukatem"
- Jerzy Galimski - mężczyzna pod "Dukatem"
- Jerzy Sączawa - mężczyzna pod "Dukatem"
- Bazyl Mojsiewicz - mężczyzna pod "Dukatem"
- Robert Orzeł - młody spod "Dukata"
- Jarosław Martyniuk - młody spod "Dukata"
- Maciej Wasyluk - młody spod "Dukata"
- Bartosz Surmacz - młody spod "Dukata"
- Kuba Jankowski - kolega Tomka
- Robert Jankowski - kolega Tomka
- Krzysztof Janowicz - kolega Tomka
- Maciej Wiszenko - kolega Tomka
- Daniel Bajeński - kolega Tomka
- Patryk Kwasik - kolega Tomka
- Patryk Baranicz - kolega Tomka
- Anna Abramczyk - kobieta w Pszczycowie
- Anna Bartoszuk - kobieta w Pszczycowie
- Lidia Chraszczewska - kobieta w Pszczycowie
- Maria Haponiuk - kobieta w Pszczycowie
- Viera Wasiluk - kobieta w Pszczycowie
- Maria Turbaczewska - duch u Henocha